# Partit Cors Autonomista
El Partit Cors Autonomista (cors Partitu Corsu Autonomistu) és el nom que va adoptar des del 1927 el Partit Cors d'Acció, fundat i dirigit per Petru Rocca el 1922.
Aquest nou partit tenia un programa i una orientació ideològica més precisos, però una vaga proposta socioeconòmica, com ho mostrava el fulletó de S. Malaspina A nostra santa fede. Catechismu corsu. Afirmen que Còrsega és una nació amb un passat gloriós, (nacionalitat definida per la història, llengua i trets racials), que entrà en decadència per la conquesta francesa, però que havia de renéixer tot apel·lant als 14 punts de Wilson. Afirmaven que la subjecció pseudocolonial a França era la causant de l'endarreriment cors: el segle xviii fou un segle daurat, Pascal Paoli un heroi i Napoleó Bonaparte un traïdor. S'oposaven a participar en el joc polític dominat pels clans (Landry i Pietri, principalment) i els intermediaris afrancesats. Així, primer calia aconseguir l'autonomia administrativa, i després la política, sota domini nacionalista i vigilància francesa.
Des del 1932 alguns membres del partit reberen suport de Benito Mussolini, i desplegaren una forta activitat exterior. Participaren en els activitats del Consell Central de les Minories Nacionals de França, com a convidats en els congressos del Partit Nacionalista Bretó i dels grups alsacians, i exigiren l'estatut de minoria nacional per a Còrsega, ja que, com els catalans, croats, tunisians o indoxinesos, tenien l'obligació i el deure de rebel·lar-se contra el colonialisme.
El PCA intentà mostrar-se neutral davant l'irredemptisme creixent (Corsisme abans de res!), i es declarà aliè a la divisió entre esquerra i dreta, alhora que recompongué l'estructura organitzativa interna. Per tal de sortir del ghetto polític, àdhuc celebraria el mateix 1934 uns Estats Generals de Còrsega a Aiacciu, repetits a Bastia el 1935, que pretenien ser una mena de reedició de les antigues assemblees de l'època genovesa o de les cunsultes del segle xviii, i on Petru Rocca proposaria, en els del 1934, l'elaboració d'una constitució corsa i la declaració d'una resistència fiscal vers França.
L'opció irredemptista dins el PCA, de caràcter feixista, oposada al Front Popular de caràcter "jueu i maçó", però va créixer el 1936, mostrant-se favorable de la incorporació d'Etiòpia a Itàlia i de Txèquia a Alemanya. Quan els 1936 els feixistes italians reclamaren Còrsega com a part d'Itàlia, el PCA els donà suport, i Galeazzo Ciano en faria programa oficial del govern feixista des del 1938. La revista A Muvra ho arribà a presentar com la defensa de les minories. Tanmateix, el PCA havia perdut militància, ja que el 1935 només tenia 9 seccions a l'illa i 7 d'exteriors, molt poques; tot i així seran reprimits i el partit fou prohibit des del 1939.